# Seringia
Seringia  es un género de fanerógamas con 15 especies perteneciente a la familia Malvaceae. 

## Especies seleccionadas
| - Seringia adenolasia - Seringia arborescens - Seringia corollata - Seringia grandiflora - Seringia hermanniifolia | - Seringia hermannifolia - Seringia hillii - Seringia hookeri - Seringia integrifolia - Seringia lanceolata | - Seringia microphylla - Seringia nephrosperma - Seringia ovata - Seringia platyphylla - Seringia velutina |